# Chalaghatta, Bangalore South
Chalaghatta là một làng thuộc tehsil Bangalore South, huyện Bangalore Urban, bang Karnataka, Ấn Độ.